# Стаффорд (Коннектикут)
Стаффорд (англ. Stafford) — місто (англ. town) в США, в окрузі Толленд штату Коннектикут. Населення — 11 472 особи (2020).

### Клімат
| Клімат : Стаффорд                            | Клімат : Стаффорд | Клімат : Стаффорд | Клімат : Стаффорд | Клімат : Стаффорд | Клімат : Стаффорд | Клімат : Стаффорд | Клімат : Стаффорд | Клімат : Стаффорд | Клімат : Стаффорд | Клімат : Стаффорд | Клімат : Стаффорд | Клімат : Стаффорд | Клімат : Стаффорд |
| Показник                                     | Січ.              | Лют.              | Бер.              | Квіт.             | Трав.             | Черв.             | Лип.              | Серп.             | Вер.              | Жовт.             | Лист.             | Груд.             | Рік               |
| Абсолютний максимум, °C                      | 18,9              | 20,0              | 27,2              | 33,9              | 33,3              | 35,0              | 37,8              | 36,7              | 34,4              | 29,4              | 26,1              | 22,2              | 37,8              |
| Середній максимум, °C                        | 0,6               | 2,8               | 7,8               | 15,0              | 20,0              | 24,4              | 27,2              | 26,1              | 22,2              | 16,1              | 9,4               | 3,9               | 15,0              |
| Середній мінімум, °C                         | −10               | −8,9              | −5                | 0,6               | 6,7               | 12,2              | 15,0              | 14,4              | 10,0              | 3,3               | −2,2              | −7,2              | 4,4               |
| Абсолютний мінімум, °C                       | −29,4             | −26,1             | −22,2             | −10               | −6,1              | −1,1              | 3,3               | 0,0               | −4,4              | −8,3              | −18,9             | −26,1             | −29,4             |
| Норма опадів, мм                             | 91                | 74                | 107               | 94                | 89                | 107               | 107               | 127               | 107               | 119               | 99                | 97                | 1217              |
| -------------------------------------------- | ----------------- | ----------------- | ----------------- | ----------------- | ----------------- | ----------------- | ----------------- | ----------------- | ----------------- | ----------------- | ----------------- | ----------------- | ----------------- |
| Джерело: NCDC - Stafford Springs COOP Record |                   |                   |                   |                   |                   |                   |                   |                   |                   |                   |                   |                   |                   |

## Демографія
Згідно з переписом 2010 року, у місті мешкало 12 087 осіб у 4767 домогосподарствах у складі 3308 родин. Було 5124 помешкання
Расовий склад населення:
| - 95,5 % — білих - 1,1 % — азіатів - 0,7 % — чорних або афроамериканців - 0,2 % — корінних американців |

До двох чи більше рас належало 1,8 %. Частка іспаномовних становила 2,9 % від усіх жителів.
За віковим діапазоном населення розподілялося таким чином: 22,3 % — особи молодші 18 років, 64,2 % — особи у віці 18—64 років, 13,5 % — особи у віці 65 років та старші. Медіана віку мешканця становила 41,8 року. На 100 осіб жіночої статі у місті припадало 97,4 чоловіків;  на 100 жінок у віці від 18 років та старших — 95,9 чоловіків також старших 18 років.
Середній дохід на одне домашнє господарство  становив 83 667 доларів США (медіана — 68 813), а середній дохід на одну сім'ю — 99 547 доларів (медіана — 84 296). Медіана доходів становила 59 594 долари для чоловіків та 43 495 доларів для жінок. За межею бідності перебувало 9,8 % осіб, у тому числі 16,6 % дітей у віці до 18 років та 7,6 % осіб у віці 65 років та старших.
Цивільне працевлаштоване населення становило 6432 особи. Основні галузі зайнятості: виробництво — 22,5 %, освіта, охорона здоров'я та соціальна допомога — 16,6 %, мистецтво, розваги та відпочинок — 9,0 %, науковці, спеціалісти, менеджери — 8,3 %.